# Châssis Dodge M-Series
 (août 2020).
Si vous disposez d'ouvrages ou d'articles de référence ou si vous connaissez des sites web de qualité traitant du thème abordé ici, merci de compléter l'article en donnant les références utiles à sa vérifiabilité et en les liant à la section « Notes et références ».
Le châssis Dodge M-Series était une gamme de cadres robustes utilisés sous divers camping-cars de catégorie A de 1968 à 1979. Tous les châssis M-Series utilisaient des essieux arrière pleins Dana 60 ou 70 avec ressorts à lames. Les cadres étaient utilisés par Winnebago, Champion, Apollo MotorHomes et plusieurs autres fabricants de véhicule récréatif. La gamme était proposée en quatre classes, M-300, M-400, M-500 et M-600 selon l'application. Le M600 était proposé avec l'essieu arrière Rockwell F-130-NX, avec un rapport de transmission de 4,88:1.
En 1979, la Chrysler Corporation ne vend plus de châssis incomplet et met fin à la production du M-Series.
Le M-Series était disponible avec trois moteurs pendant sa production: le moteur A 318 polysphère de Chrysler, le moteur 413 et le moteur RB 440 de Chrysler.